# Agnes Morton
Agnes "Agatha" Morton (Halstead, 6 maart 1872 – Kensington, 5 april 1952) was een tennisspeelster uit het Verenigd Koninkrijk.
In 1902 won Morton samen met Charlotte Sterry het All England dubbelspeltoernooi. In 1914 speelde zij samen met de Amerikaanse Elizabeth Ryan – inmiddels had het toernooi een officiële status op Wimbledon gekregen, en kon Morton haar naam bijschrijven op de lijst van Wimbledonwinnaars.
In 1909 won Morton met Herbert Barrett het toen nog officieuze gemengd-dubbelspeltoernooi van de All England Club, als voorloper van het toernooi van Wimbledon. In 1908 won zij het WTA-toernooi van Beckenham.
Van de 13 keer dat zij op Wimbledon uitkwam, bereikte zij viermaal de finale van het enkelspeltoernooi: in 1902, 1904, 1908 en 1909.
Morton speelde voor Groot-Brittannië op de Olympische Zomerspelen in 1908, waar ze de vierde plaats behaalde, toen ze in de kwartfinale verloor van Dorothea Lambert Chambers.
Na de Eerste Wereldoorlog stopte Morton met tennis, en huwde Sir Hugh Houghton Stewart op 1 augustus 1925 in Paddington, waarmee ze de titel Lady Stewart verwierf.